# Porto Palo
Porto Palo is een plaats (frazione) in de Italiaanse gemeente Menfi.